# 巴諾書店

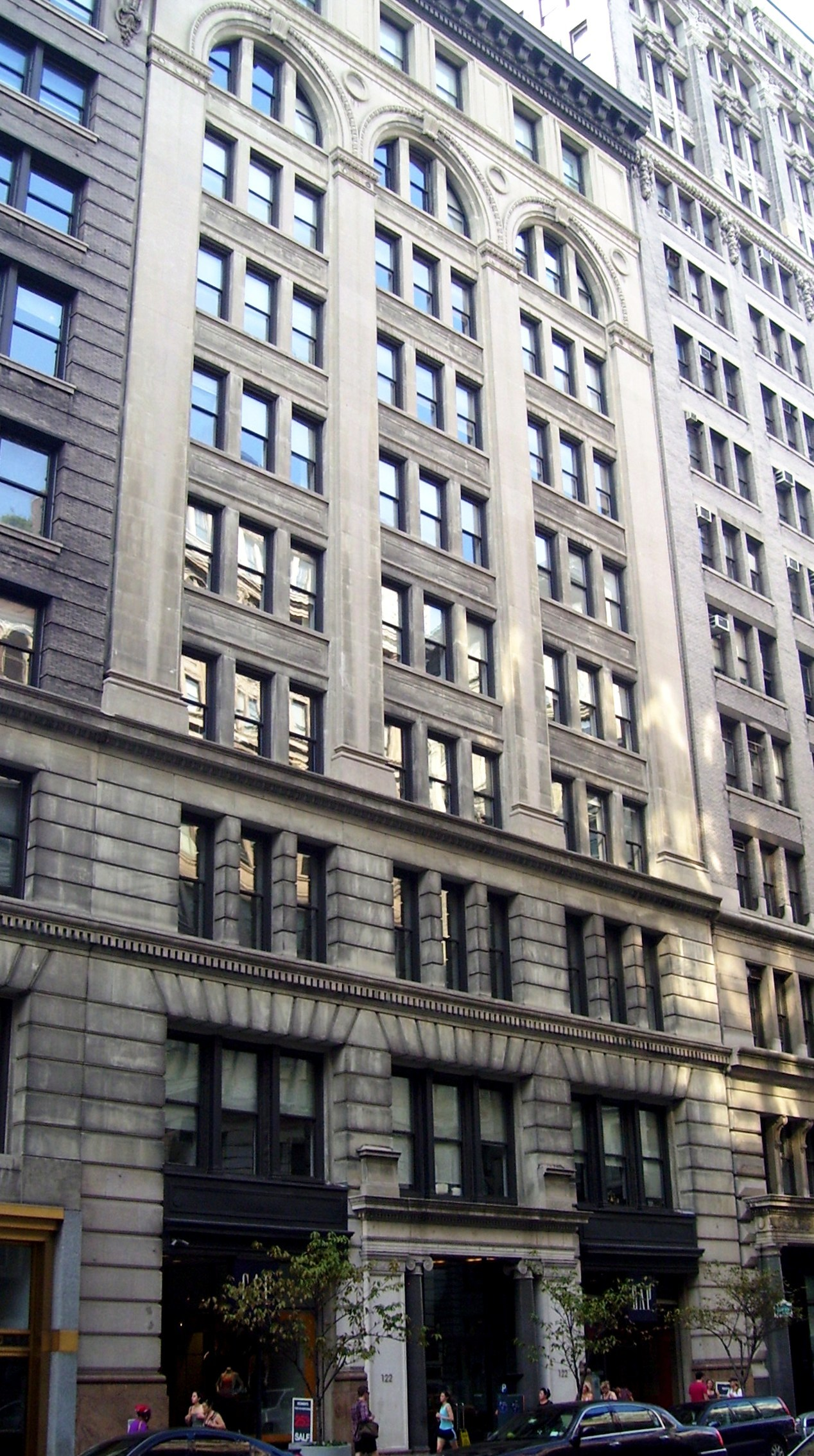
巴諾書店總部

巴諾書店（Barnes & Noble，或譯為邦諾）是美国最大的零售連鎖書店，以大型的实体零售书店闻名，旗下很多店铺附带销售星巴克咖啡的咖啡厅，畅销书的促销价格也很有竞争力。
巴诺书店在美国50个州和华盛顿哥伦比亚特区运营717家书店，还运营637家大学校园书店，为全美的400万学生和25万教职工提供服务（截至2010年10月30日）。旗下书店销售杂志、报纸、DVD、漫画、礼品、电子游戏和音乐。公司曾推出Nook系列电子阅读器。公司吉祥物是一只名叫Barnsie的泰迪熊。

## 历史
巴诺书店於1873年成立，起初只是伊利诺伊州惠顿的一家出版社，至1917年於紐約市開辦第一家書店。1932年，正值大萧条的最高峰，书店搬迁到如今的旗舰店所在位置。
倫納德·里吉歐预见了书店业务的前景，在1971年收购了巴诺书店。1974年，巴诺书店成为首家利用电视广告宣传的书店，一年后，巴诺书店又成为首家打折销售书籍的美国书店，《纽约时报》畅销书榜单书籍的价格比标价便宜40%。20世纪70年代到80年代间，巴诺书店尝试过小型的折扣书店，最终选择了大型书店。巴诺书店也自行出版书籍销售给邮购客户，以绝版书籍的平价版为主。
整个八十年代，巴诺书店持续扩张，1987年收购了以商场销售为主的B.Dalton连锁书店。这次收购，使巴诺书店一跃成为全国性的零售商，1999财年年末，巴诺已经是美国第二大的在线书商。巴诺书店的批评者认为它加快了地方书店和独立书店的衰亡。
巴诺书店最早是在20世纪80年代后期开始在线销售，此前顾客也可以通过邮购目录购买。1997年5月，巴诺书店的公司网站终于上线，目前销售的图书超过200万种。

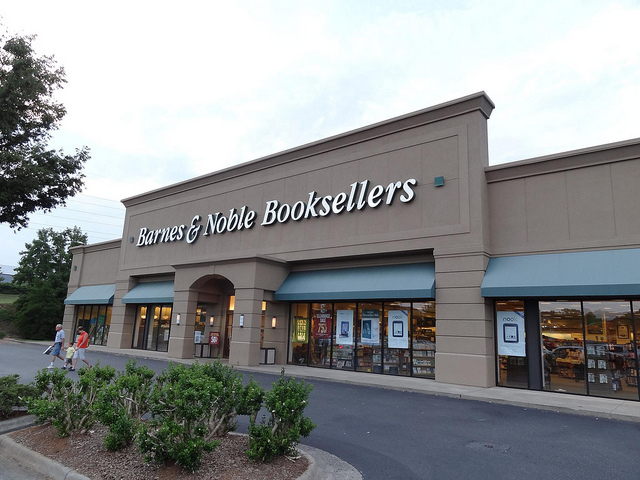
溫斯頓-賽倫的一家巴诺书店

2002年，倫納德·里吉歐的兄弟Stephen Riggio被任命为首席执行官。巴诺书店长期陷入富豪投资人Ron Burkle发起的诉讼案中，耗费了大量的金钱。Burkle在2010年，试图发起委托书争夺战，成为第一大股东，以获得巴诺书店的控制权。Burkle对巴诺的利润下滑感到担忧，对电子书战略也有异议。
2010年8月3日，巴诺书店宣布董事会考虑将公司出售，收购者可能是董事会主席倫納德·里吉歐所在的投资团体。
2010年3月，William Lynch被任命为公司的新CEO。Lynch此前是巴诺网站的负责人，参与建立了巴诺的电子书商店和电子书阅读器Nook的推出。
踏入千禧年，電子產品大行其道，縱然巴諾書店仍然全美最大的零售連鎖實體書店的稱號，但其市值被網上書店亞馬遜書店大幅拋離，截至2010年，巴諾書店市值只有7億美元，但亞馬遜書店則超過500億美元，促使巴諾書店於2009年第四季推出電子書閱讀器Nook。
2012年4月30日微軟將與龐諾(Barnes & Noble)結盟，進攻電子書閱讀器和大學教科書市場
Barnes & Noble會把其電子書Nook注入合資企業，而微軟則為合資企業注資3億美元(約23.4億港元)。微軟持股量為17.6%，只是合資公司的少數股東。另82.4%的所有權則歸Barnes & Noble。
2012年12月28日金融時報集團母公司培生集團，同意以8,950萬美元買入連鎖書店Barnes & Noble（B&N）旗下電子閱讀器Nook業務5%股權，是皮爾遜首次涉足電子閱讀器市場
2019年6月7日巴諾書店接受對沖基金Elliott Advisors提出的每股6.5美元現金私有化建議。這項交易價值約達6.83億美元，巴諾書店在美國擁有627家分店，2018年的營收為37億美元

## 出版
巴诺书店同时拥有出版业务，以超出版权保护期的书籍和从其他出版商购买的书籍为主，价格亲民。巴诺书店也会委托重印文集作品，由公司所属的编辑负责。
巴诺书店的出版业务始于20世纪80年代，重印绝版的书籍，如Suzette Haden Elgin所著的《The Gentle Art of Verbal Self-Defense》售出超过25万册，John Garrity所著的The Columbia History of the World售出超过100万册。
巴诺书店此后扩展了出版业务，2001年收购了教育类网络出版公司SparkNotes，2003年又收购了Sterling Publishing。
从1992年到2003年初，巴诺书店为成人和儿童推出了文学经典系列。最初只有精装本，大都使用黑色或奶油色的防尘套。2003年，巴诺又为此系列增加了平装本。

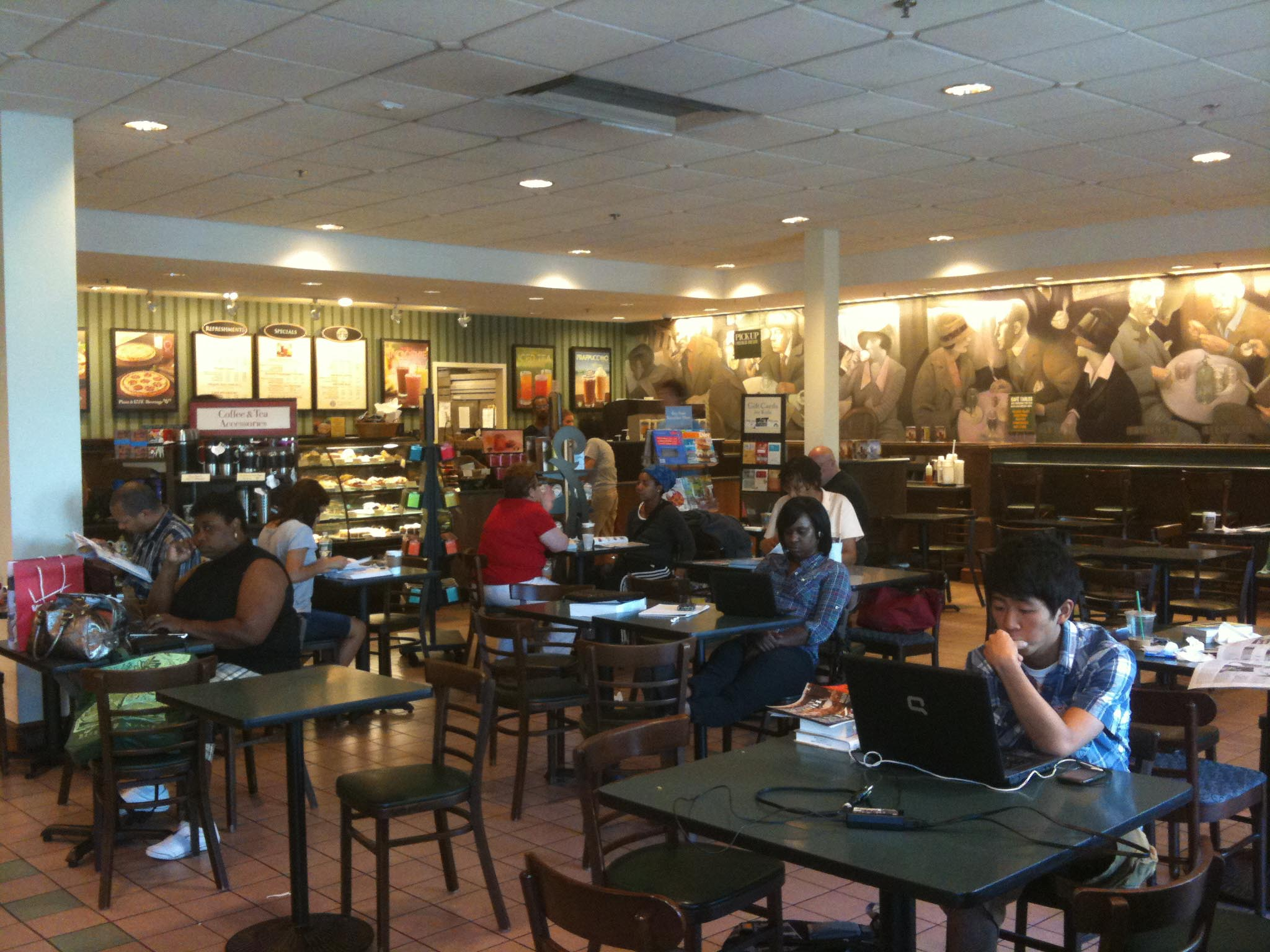
巴诺书店的咖啡厅

## 咖啡厅
1993年，新泽西州斯普林菲尔德小镇的巴诺书店成为首家提供星巴克咖啡的巴诺分店。此后大部分分店都设置了咖啡厅，提供各种咖啡、茶、烘焙食品、糖果、三明治等。尽管饮料是由星巴克提供，服务员也按照星巴克的标准制备饮品，但咖啡厅并不属于星巴克分店。
2004年，巴诺书店开始在部分分店提供Wi-Fi，2006年已有777家分店提供。2007年7月27日起，所有顾客都可免费使用。

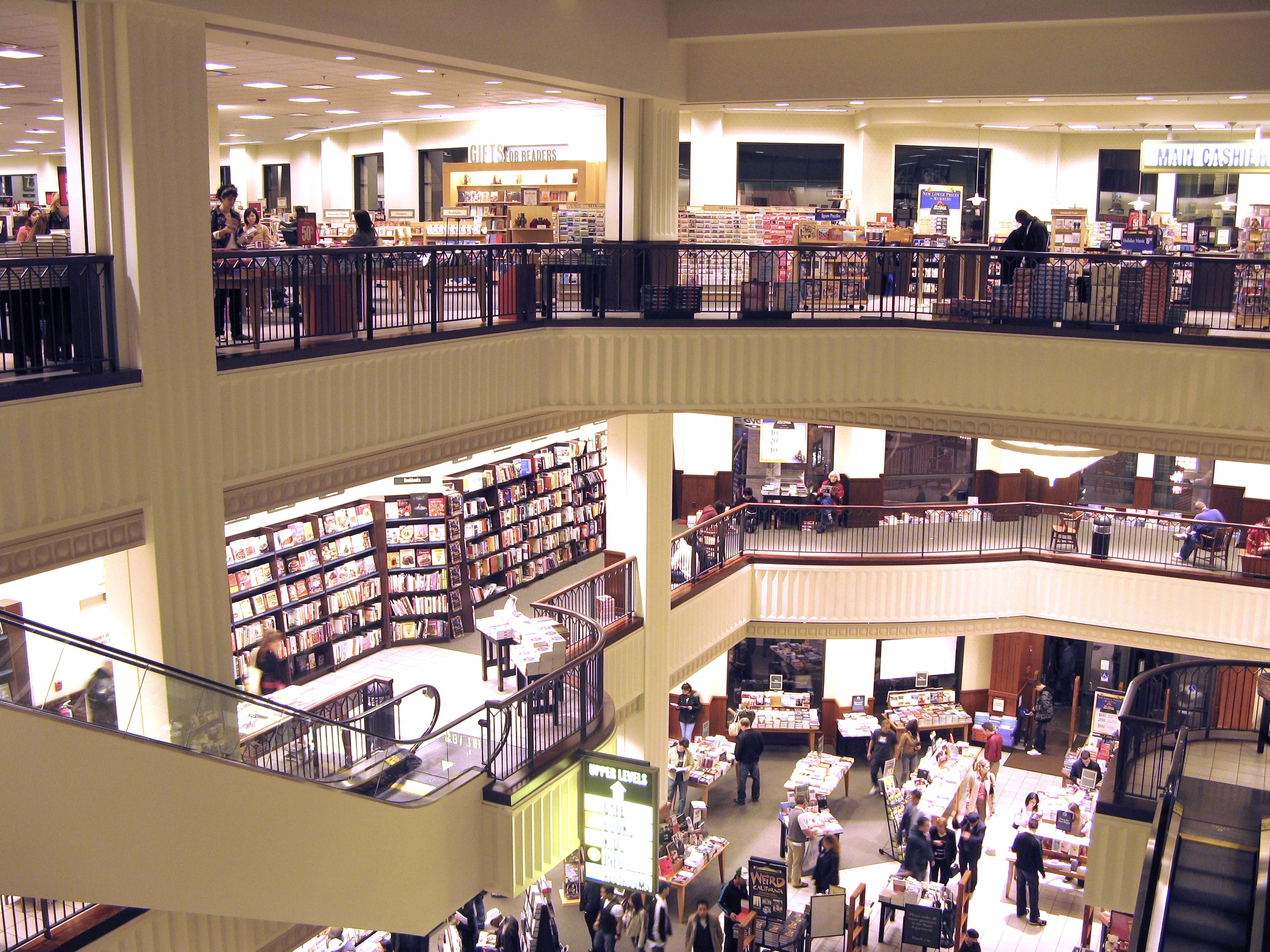
洛杉矶的一家巴诺分店。

## 社区建设
巴诺书店聘请社区关系经理来负责扩展社区影响。社区经理复杂组织店内活动如作者见面会、儿童故事朗读会和读书小组等，还跟当地的学校及社会团体密切合作，推广文学艺术。巴诺书店是某个儿童暑期阅读项目的赞助商，每年把200万册书交到儿童手中。巴诺书店也主办书市，为学校和图书馆募集资金。巴诺书店每年还举办假日图书之旅，为弱势儿童搜集图书，2007年收集分发了116万本。为了鼓励全国范围的一年级至六年级生阅读文学，巴诺书店发起暑期挑战赛，孩子只要阅读8本书，写下读书的感受，就可以从巴诺书店领取一本免费的图书。

## Nook阅读器
巴诺书店拥有自己的电子书业务，不仅为移动平台提供Nook阅读软件，还拥有自己的电子阅读器。2009年11月，巴诺书店开始销售首款使用Android系统的阅读器Nook，这款阅读器采用6英寸的电子墨水屏幕和3.5英寸用来触摸操控的液晶屏，提供两种网络版本。2010年11月19日，巴诺书店发布Nook Color，仍然使用Android系统，不同之处是使用的屏幕为7英寸彩色液晶屏幕，满足对彩色刊物有需求的用户。Amazon发布第三代Kindle之后，第一代Nook硬件相对落后，2011年5月25日，巴诺书店发布Nook Simple Touch（又称Nook 2）作为第一代Nook的后续机种，结合Android系统、6英寸电子墨水屏幕、红外触摸技术，设计简洁。
2014年6月5日，巴诺书店与三星电子美国公司发表联合声明称，双方将合作开发一款7英寸平板电脑——三星Galaxy Tab 4 NOOK，预计将于8月初在美国推出。